# Marché au cadran
Un marché au cadran est un marché qui permet la vente par un système d'enchères électroniques qui assure la clarté de la fixation des prix, la rapidité des ventes et une comparaison avec les ventes des autres zones de production. Ce marché doit son nom de « cadran » à son système de vente qui retransmet toutes les informations nécessaires à la vente sur un écran géant appelé le « cadran ». Les enchères peuvent être progressives mais sont presque toujours dégressives (on part d'un prix élevé et le prix de vente proposé baisse rapidement sur le cadran ; le premier acheteur se manifestant emporte alors la vente).
De nombreuses productions agricoles peuvent être concernées, aussi bien les productions légumières et maraîchères que les animaux d'élevage. Ce type de marché existe également dans l'immobilier.

## Les principes de fonctionnement d'un marché au cadran
- Les acheteurs sont des entreprises conventionnées par les responsables du marché au cadran
- Les productions mises en vente ne sont pas présentées physiquement : les cahiers des charges garantissent à l’acheteur la présentation et la qualité
- Un catalogue de vente commun à plusieurs marchés au cadran peut être présenté aux acheteurs (c'est le cas par exemple pour la production légumière de la Ceinture dorée bretonne pour les trois marchés au cadran de Saint-Pol-de-Léon, Paimpol et Saint-Malo)
- La vente est réalisée en simultané sur les divers marchés au cadran reliés entre eux
- Les enchères sont dégressives, ce qui assure la rapidité des transactions
- Le prix de chaque lot est affiché et connu de tous, assurant transparence et équité
- Les prix payés aux producteurs sont mutualisés (par catégorie et par station de conditionnement)[1].

Cette description du marché au cadran de Parthenay, qui a ouvert en 2011, illustre ces principes de fonctionnement : 

« Derrière son tableau de bord informatique, micro à la bouche, le chef des ventes, en prestation de services pour la SAS le marché de Parthenay, annonce la mise à prix de l’animal présenté. Les acheteurs, face au ring, font grimper les enchères par simple pression sur les boutons du « cliqueur », un boîtier électronique retiré lors de l’inscription à la vente. « Généralement, juge l’expérimenté chef d’orchestre, les prix du marché au cadran sont supérieurs à ceux pratiqués sur le marché de gré à gré. Nous sommes ici dans le cadre d’une vente dynamique qui stimule les prix ». Les enchères clôturées, l’éleveur est libre d’accepter ou refuser la vente. »

Le premier marché au cadran créé en France fut celui de Saint-Pol-de-Léon en 1961, sous l'impulsion d'Alexis Gourvennec.

## Exemples de marchés au cadran

### En France
Voici une liste non exhaustive des marchés au cadran en France :
- Le marché au cadran des Hérolles[4], référence dans la vente de bovins limousins ainsi que le charolais, également spécialisé dans la vente des agneaux de boucherie dans la région Nouvelle-Aquitaine.
- Le marché au cadran d'Ussel[5] (Corrèze), lieu incontournable du commerce agricole en Limousin, spécialisé principalement dans la vente de bovins Limousins, mais aussi la vente selon le même système d'autres productions agricoles et même de coupes de bois.
- Le marché au cadran de Saint-Christophe-en-Brionnais[6] (Saône-et-Loire), important marché aux bestiaux.
- Le marché au cadran de Chateaumeillant[7] (Cher), important marché aux ovins et aux bovins.
- Le marché au cadran de Moulins-Engilbert[8] (Nièvre), spécialisé dans la vente de bovins de race charolaise et d'ovins.
- Le marché au cadran de Mauriac[9] (Cantal), Spécialisé dans la vente de bovins de race Salers (ouverture en décembre 2013).
- Le marché au cadran de Corbigny[10] (Nièvre), spécialisé dans la vente des bestiaux.
- Le marché au cadran de Plérin[11] (Côtes-d'Armor), spécialisé dans la vente des porcs[12].
- Le marché au cadran de Baraqueville (Aveyron), spécialisé dans la vente des bovins.
- Le marché au cadran de Parthenay[13] (Deux-Sèvres), spécialisé dans la vente des bovins.
- Le marché au cadran de Vergt[14] (Dordogne).
- Le marché au cadran de Ploërmel (Morbihan) organisé par la SICAMOB et spécialisé dans les bovins, créé en 1977.
- Le marché au cadran de Saint-Georges-de-Reintembault[15] (Ille-et-Vilaine) pour le bétail.
- Les marchés au cadran de Saint-Pol-de-Léon (Finistère), de Paimpol (Côtes-d'Armor), La Gouesnière (Ille-et-VIlaine)[16] et de Saint-Méloir-des-Ondes (Ille-et-Vilaine) pour la production légumière de la Ceinture dorée bretonne.
- Le MOL (Marché organisé de Lamballe)[17] regroupe les marchés au cadran de Lamballe (Côtes-d'Armor), Guerlesquin, Landivisiau et Bourg-Blanc (Finistère) en Bretagne.
- Les marchés au cadran des communes de Lieurey (Eure), Saint-Pierre-en-Auge (Calvados) et Soligny-la-Trappe (Orne)[18] pour la Normandie.
- Le marché au cadran de Barfleur (Manche) spécialisé dans la vente de légumes (producteurs adhérents au Groupement de producteurs de la Manche)[19].
- Le marché au cadran de la startup Kadran (Nantes)[20], premier marché immobilier au cadran.

### Dans le monde
- Le marché au cadran d'Aalsmeer (Pays-Bas) est le plus grand marché aux fleurs au monde.